# Strøget
Strøget és un passeig de vianants de Copenhaguen que fa més d'un quilòmetre de llarg que uneix la plaça Rådhusplads («plaça de l'Ajuntament») amb el pintoresc carrer de Nyhavn («port nou». És el nucli comercial de la ciutat i a més la columna vertebral al voltant de la qual s'articula el centre urbà. S'hi troben sobretot les franquícies de les cadenes internacionals.

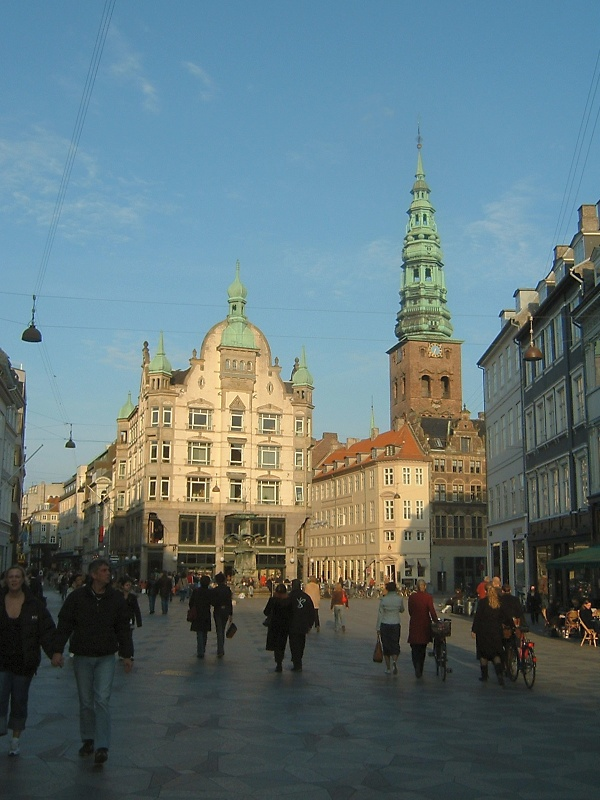
Strøget, plaça d'Amagertorv

És el nom no oficial del carrer format per Østergade, Amagertorv, Vimmelskaft, Nygade i Frederiksberggade. El nom Strøget va substituir devers 1880 l'antiga denominació Ruten («la ruta»). El 1962, va ser el primer carrer per a vianants de Copenhaguen i una intervenció pionera que va inspirar moltes altres ciutats.